# Sigrid Fronius

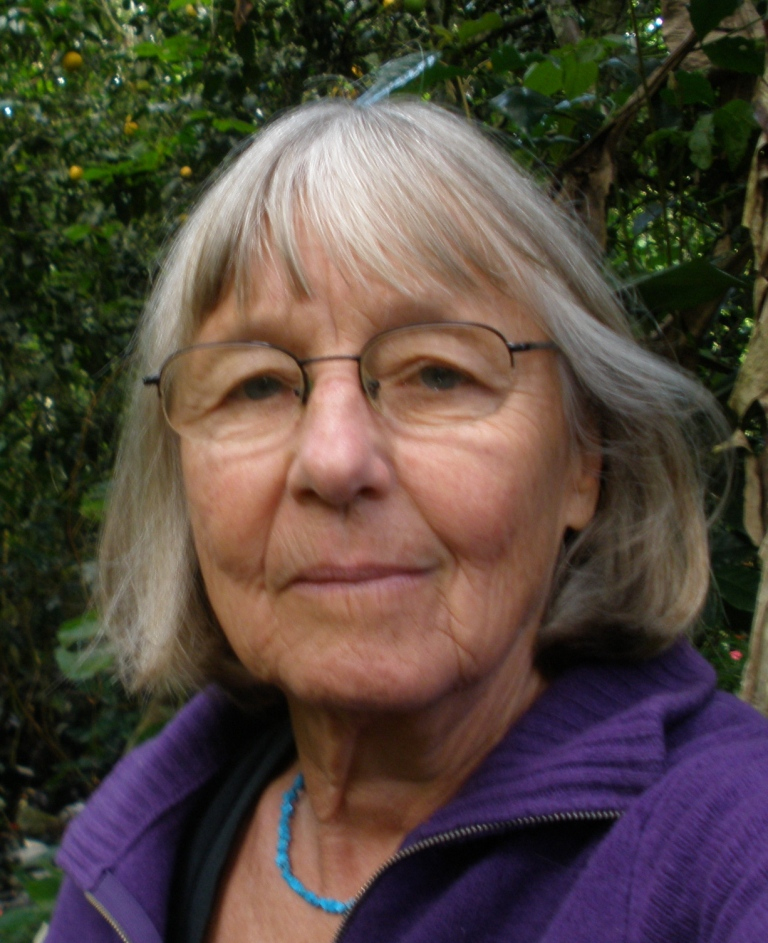
Sigrid Fronius (2015)

Sigrid Fronius (* 23. Januar 1942 in Kronstadt, Rumänien), ist eine deutsche Autorin, Journalistin und Feministin. Sie war 1968 die erste weibliche Vorsitzende des Allgemeinen Studierendenausschusses (AStA) an der Freien Universität Berlin und engagierte sich in Südamerika während der politischen Umstürze in den 1970er Jahren.

## Leben

### Kindheit und Jugend
Sigrid Fronius wurde 1942 im rumänischen Kronstadt als Jüngste von vier Schwestern geboren. Ihr Vater war Besitzer einer Fabrik. Nach dem Zweiten Weltkrieg bekam Rumänien eine kommunistische Regierung und der einstige Besitzer wurde zum angestellten Direktor derselben Fabrik. Ihre Mutter war Hausfrau. 1955 wurde der Familie – trotz Eisernem Vorhangs – die legale Ausreise aus Rumänien gestattet. Sie zogen zu Verwandten nach Österreich. Ab 1957 lebte Fronius bei Stuttgart und machte im Frühjahr 1962 das Abitur.

### Studium und Studentenbewegung
Ab Herbst 1962 studierte Fronius Geschichte und Französisch an der Freien Universität Berlin. Ab 1963 nahm sie an Arbeitskreisen des Argument-Clubs teil, dessen Mitglieder unter anderem Wolfgang Fritz Haug, Wolfgang Lefevre und Jürgen Werth waren. Man erarbeitete Artikel über Faschismus und Sexualität, las und diskutierte Texte von Max Horkheimer und Hannah Arendt, rezensierte Bücher und veröffentlichte in der Zeitschrift Das Argument.
1965 trat Fronius dem Sozialistischen Deutschen Studentenbund (SDS) bei, kandidierte für einen Sitz im Studentenparlament, wurde gewählt und 1966 als Hochschulreferentin des AStA berufen. Sie war mit anderen Frauen, wie Sigrun Anselm und Ursel Henning ein wichtiger Bestandteil der Hochschulpolitik. Sie leistete Aufklärung über Themen wie beispielsweise die Notstandsgesetzgebung. 1967 wurde der Student Benno Ohnesorg von einem Polizisten während der Demonstration gegen den Shah von Persien erschossen. Um den Falschmeldungen der Presse entgegenzutreten, unterstütze der AStA die Arbeit jener Studenten, die sich mit der Berichterstattung der Medien auseinandersetzten. An den Fakultäten bildeten sich studienorientierte Arbeitskreise, die – unter aktiver Mitwirkung von Fronius – zur Gründung der Kritischen Universität führten.
Am 9. Mai 1968 wurde Fronius mit 32 von 60 gültigen Stimmen zur ersten weiblichen AStA-Vorsitzenden an der FU Berlin gewählt.  Während ihrer Amtsperiode leitete sie Protestaktionen, so z. B. die Besetzungen des Rektorats. Im Oktober 1968 trat sie von ihrem Amt im AStA zurück.

### Gewerkschaft und Politik
Auf Einladungen der IG Metall und Chemie hielt Fronius Vorträge über die Ideen, Ziele und Kampfformen der Studentenbewegung. 1969 arbeitete sie bei der Robert Bosch GmbH und Siemens als Stichprobenprüferin.
Im Rahmen einer Tagung im Harz verfasste sie das Harzer Papier, das Erfahrungen thematisiert, die bei der Arbeit in der Fabrik gesammelt wurden.
Ende 1971 gründete sie mit anderen zusammen die Proletarische Linke / Parteiinitiative (PL/PI). Mit der Zeit sprachen die Männer zunehmend vom Führungsanspruch, was Fronius schließlich veranlasste, sich von der Gruppe zu trennen und wieder zu studieren.
Ihr Studium setzte sie an der Pädagogischen Hochschule fort, da sie an Hauptschulen unterrichten wollte. Als es nach Abschluss des Studiums keine freie Referendarstelle gab, beschloss Fronius, in die Dritte Welt zu gehen.

### Arbeit in Südamerika
Im August 1973 reiste Fronius nach Santiago de Chile, wo sie im Haus einer Sozialistin untergebracht war und am 11. September den Putsch von General Augusto Pinochet gegen Präsident Salvador Allende erlebte. Mit ihren Augenzeugenberichten, die sie an Journalisten in Deutschland schickte, unterstützte sie die dortige Berichterstattung sowie jene Gruppen, die mit ihren Solidaritätskomitees chilenischen Flüchtlingen halfen.
Ihre Solidarität beschreibt Fronius als 

„tiefes Gefühl der Empörung, wenn ich Zeugin von Ungerechtigkeit werde und ich verspüre einen Drang, Menschen, die sich aus Abhängigkeit und Unterdrückung befreien, beizustehen. Ziel meines Engagements ist eine Vision von kreativen Menschen. Ich sehne mich nach einer Gesellschaft ohne Gewalt, in der die Menschen sich respektieren und frei zusammenwirken“

Drei Monate nach dem Putsch ging Fronius nach Argentinien, wo sie eineinhalb Jahre lang in Buenos Aires und Córdoba lebte. In Argentinien herrschte – nach Ende der Militärdiktatur – eine demokratische Aufbruchstimmung. Als die Repression einsetzte, wurden zahlreiche Menschen ermordet oder verschwanden. Fronius unterstützte Amnesty International mit dem Zusenden von Listen von Ermordeten und Verschwundenen und leitete Flüchtlinge aus Chile, Brasilien und Uruguay an solidarische Organisationen in Europa weiter. Sie führte Interviews, sammelte Dokumente und verarbeitete das in dieser Zeit gesammelte Material über den Peronismus zu dem Buch Nicht besiegt und noch nicht Sieger: Argentinien und die Entwicklung der peronistischen Arbeiterbewegung, das 1977 im Rotbuchverlag Berlin veröffentlicht wurde.

### Rückkehr nach Berlin
Nach ihrer Rückkehr nach Berlin 1975 engagierte sich Fronius in der Frauenbewegung. 1976 beteiligte sie sich an der Gründung der feministischen Frauenzeitschrift Courage, wo sie bis 1978 Mitherausgeberin und redaktionelle Mitarbeiterin war. Danach unterrichtete sie an der Volkshochschule zu Frauenthemen. 1978 war Fronius an der Organisation einer Kampagne zur Aufklärung über die argentinische Militärdiktatur beteiligt.
Von 1979 bis 1982 war Fronius pädagogische Leiterin beim Deutschen Entwicklungsdienst (DED). In dieser Zeit gehörte sie einer Frauengruppe an, die eine Landkommune gründen und auswandern wollte.

### Leben nach 1983 in Bolivien
Im Herbst 1983 bezog Fronius ein Haus in Coroico, Bolivien. Bald schon vermietete sie kleine Häuser an Gäste, und ab 1988 entstand das Alternativhotel Sol y Luna Eco-Lodge. Besondere Aufmerksamkeit widmete sie der Pflege ihres subtropischen Gartens. Im Jahr 2000 reiste sie nach Berlin, um dort ihren Seelengarten auf einer Gartenkonferenz vorzustellen.

## Journalistische und schriftstellerische Arbeiten
- Ausländische Arbeiter(innen) im Betrieb, eine Untersuchung über Arbeitssituation und Bewußtsein türkischer Arbeiter(innen) in Berliner Großbetrieben: Projekt; vorläufiger Bericht, Internat. Labor Migration Project / Internat. Inst. für Vergl. Gesellschaftsforschung., Berlin 1976
- Nicht besiegt und noch nicht Sieger: Argentinien und die Entwicklung der peronistischen Arbeiterbewegung. Rotbuch Verlag, Berlin 1977. ISBN 3-88022-165-0
  - Niederländische Ausgabe: Niet verloren, niet gewonnen: Argentini ︠en de ontwikkeling van de peronistische arbeidersbeweging, Het Wereldvenster, Baarn 1978, ISBN 90-293-9651-2

### Beiträge in Sammelwerken
- Vom Subsistenz- zum Seelengarten: eine Geschichte aus dem subtropischen Bolivien. In: Elisabeth Meyer-Renschhausen, Anne Holl (Hrsg.): Die Wiederkehr der Gärten: Kleinlandwirtschaft im Zeitalter der Globalisierung. Studien Verlag, Innsbruck 2002, ISBN 3-7065-1534-2.
- Ein Gartenprojekt in den subtropischen Anden. In: Elisabeth Meyer-Renschhausen, Renate Müller, Petra Becker (Hrsg.): Die Gärten der Frauen: zur sozialen Bedeutung von Kleinstlandwirtschaft in Stadt und Land weltweit. Centaurus, Pfaffenweiler 2002, ISBN 3-8255-0338-0.

### Beiträge in der Frauenzeitschrift Courage
- Frauenverbände und Feministinnen an einem Tisch. Berliner Frauenkonferenz. In: Courage. Berliner Frauenzeitung. 2. Jg., Nr. 9, 1977, S. 20–23. (Online)
- Frauen, wehrt Euch! In: Courage. Berliner Frauenzeitung. 1. Jg., Nr. 2, 1976, S. 29. (Online)
- Ganz schön mickrig. In: Courage. Berliner Frauenzeitung. 1. Jg., Nr. 1, 1976. (Online)
- Laßt die Eine nicht allein! In: Courage. Berliner Frauenzeitung. 1. Jg., Nr. 4, 1977, S. 4. (Online)
- Sommer-Uni. In: Courage. Berliner Frauenzeitung. 2. Jg., Nr. 11, S. 39. (Online)